# Crottin de Chavignol
El crottin de Chavignol és un formatge de pasta tova amb pell florida francès elaborat amb llet de cabra a la regió Centre-Vall del Loira. Es beneficia d'una AOC des de 1976, i DOP a nivell europeu pel Reglament de la Comissió núm. 1107/96. França no va sol·licitar la protecció del nom «crottin». S'elabora a la regió central, al departament de Cher.

## Història
El seu nom significa literalment «fems de cavall». Es creu que s'anomena així per la seva forma, i pel color tan fosc que presenten les versions més curades. Altres autors entenen que el nom deriva de crot, una làmpada d'oli amb forma semblant a la del motlle originari d'aquest formatge. Chavignol és un poble situat a prop de Sancerre, en el Berry (actualment, els departaments d'Indre i Cher).
La ramaderia caprina és pròpia de la zona. Es tracta d'un tipus d'animal amb exigències alimentàries no gaire grans, i per això es va fer tradicional que les dones dels vinaters de la zona tinguessin el seu petit ramat de cabres, a partir del segle xvi. L'elaboració de formatge servia per portar a casa diners extres. Un llibre de 1829, escrit per M. Butet esmenta el "Crottin de Chavignolles". Les epidèmies de fil·loxera i de glossopeda (febre aftosa) que va afectar les regions vinícoles i el bestiar, respectivament, van animar a criar cabres al llarg del segle xx. La denominació d'origen va ser reconeguda el 1976. Com tots els AOC, tenen l'obligació de posar a l'etiqueta el logotip INAO i l'acrònim, més la frase "Appellation d'Origine Contrôlée" i el nom del formatge.

## Elaboració

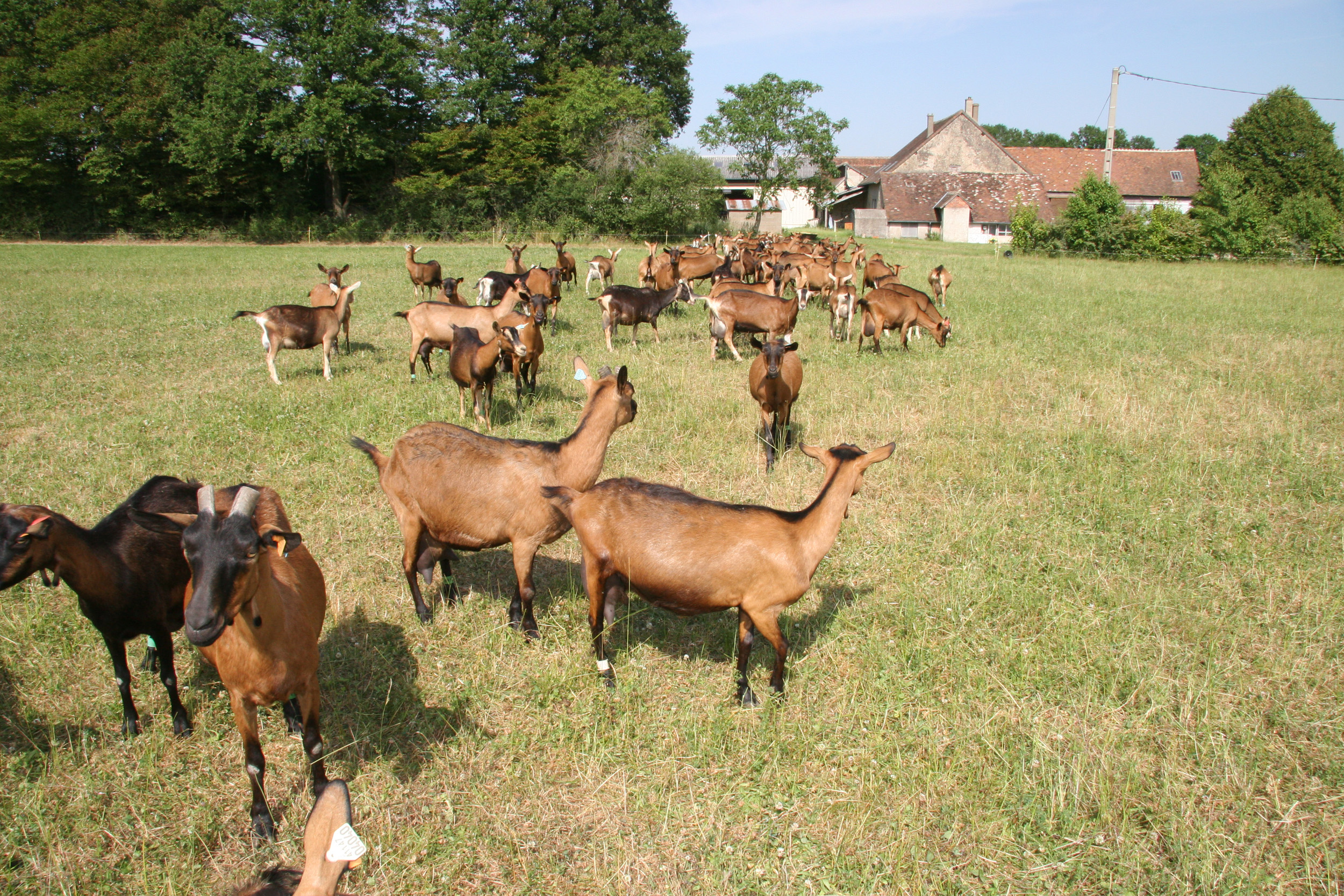
Cabres alpines pasturant a la regió Centre

S'elabora amb llet crua de cabra. Es fa amb poc quall. Madura durant un període d'entre 2 i 4 setmanes. La producció el 1998 va ser de 1.531 tones (-6,31% respecte al 1996) amb el 100% de llet crua (41% en granja).

## Característiques
És un formatge que té un 45% de matèria grassa. Presenta forma de cilindre pla molt lleugerament convex a les vores. És petit, d'un pes mitjà de 60 grams. Un Crottin fresc perdrà part del seu pes al llarg de la maduració. Es presenta en tres varietats segons el seu grau de maduresa, podent consumir-se en les tres fases: fresc, semisec i sec. Quan està fresc, la crosta és de color blanc vori i la massa resulta cremosa. En aquesta fase, és de sabor caprí i picant, apte per untar en pa o escalfar com a ingredient per a una amanida. Semisec, la crosta té floridura blava i blanca, amb una massa ferma i homogènia. Són generalment els formatges d'aquesta fase intermèdia els que se solen exportar. Finalment, quan està sec la crosta s'ha tornat groga ataronjada, dura i seca, i la massa trencadissa. Quan és madur, el formatge es fa bastant picant i fort.
El seu període de degustació òptima és d'abril a setembre després d'una maduració de 4 setmanes, però també és excel·lent de desembre a març. Especialment quan és jove, convé acompanyar-lo dels vins blancs locals, com un sancerre (AOC de la Vall del Loira), o un blanc també de la vall del Loira com un Pouilly-Fumé; altres blancs: un saint-bris del departament del Yonne amb cep sauvignon, un valençay (vi AOC de la Turena) o un vouvray (un altre AOC d'Indre et Loire) o un vi negre de Valençay.